# Nyktalgia
Nyktalgia – zespół muzyczny grający black metal, założony w 2001. Teksty utworów nawiązują do bólu, depresji, nocy i samobójstwa.

## Dyskografia
- Nyktalgia - CD (2004)
- Peisithanatos - CD (2008)